# Lagoinha
Lagoinha este un oraș în São Paulo (SP), Brazilia.